# David Casanovas
Pour les articles homonymes, voir Casanovas.
David Casanovas, né le 4 janvier 1997, est un coureur cycliste espagnol, membre de l'équipe continentale Interpro Cycling Academy.

## Biographie
En 2019, il rejoint l'équipe continentale asiatique Interpro Cycling Academy dirigée par l'ancien coureur professionnel français Damien Garcia.